# Argennina
Argennina unica es una especie de araña araneomorfa de la familia Dictynidae. Es la única especie del género monotípico Argennina.  

## Descripción
La hembra alcanza un tamaño de 5 mm.

## Distribución
Es originaria de Estados Unidos, donde se encuentra en el Condado de Hidalgo en Texas.